# Hans Enoksen
Hans Enoksen (født 7. august 1956 i Itilleq) er en grønlandsk politiker, der var formand for Inatsisartut, Grønlands parlament, fra 2018 til 2022. Enoksen var formand for Naalakkersuisut (regeringschef) fra 2002 til 2009 og erhvervsminister (2017-2018) og fiskeriminister (2001-2002 og 2016-2017). Han var oprindeligt medlem af Siumut, men var med til at stifte Partii Naleraq i 2014 og var Naleraqs formand fra 2014 til 2022. Han trak sig som Naleraqs formand i 2022 af personlige årsager.

## Politisk karriere
Enoksens politiske karriere startede i bygdebestyrelsen i Itilleq som han var medlem af fra 1987 til 2001. Han var medlem af kommunalbestyrelsen i Sisimiut Kommune fra 1989 til 2001, heraf som 1. viceborgmester fra 1997 til 2001. Han var borgmester i et halvt år i 1998 mens Simon Olsen havde orlov.
Han var medlem af Inatsisartut 1995-1999, 2009-2016 og igen fra 2018. Han var Inatsisartuts formand fra 2018 til 2022 hvor Kim Kielsen overtog posten. Enoksen blev formand for Siumut i 2001 og indtrådte 24. september 2001 i Regeringen Jonathan Motzfeldt VII som minister for fiskeri og fangst. Han fortsatte som minister for fiskeri, fangst og bygder i Regeringen Jonathan Motzfeldt VIII fra 7. december 2001 til 14. december 2002.
Fra 14. december 2002 til 12. juni 2009 var Enoksen landstyreformand i fem forskellige landstyrer hvor Siumut indgik i skiftende koalitioner med Inuit Ataqatigiit og Atassut. Efter Siumuts valgnederlag ved Landstingsvalget i 2009 trak Enoksen sig som partiformand da det viste sig at Siumuts Aleqa Hammond havde fået flere stemmer end ham. Hammond blev efterfølgende valgt til ny partiformand.
I januar 2014 brød Enoksen med Siumut og stiftede et nyt politisk parti kaldet Partii Naleraq. Ved landstingsvalget den 28. november 2014 fik Hans Enoksens Partii Naleraq 11,6 % af stemmerne og blev derved Landstingets fjerdestørste parti med 3 landstingsmedlemmer.
Naleraq indgik i Regeringen Kim Kielsen III med Siumut og Inuit Ataqatigiit i 2016, hvor Enoksen var minister for fiskeri og fangst fra 27. oktober 2016 til 24. april 2017. Efter en regeringskode blev han minister for erhverv, arbejdsmarked, handel og energi fra 24. april 2017 til 15. maj 2018.
Enoksen trak sig som partiformand for Naleraq 21. juni 2022 af personlige årsager og blev afløst af Pele Broberg.

## Erhverv og privatliv
Hans Enoksen er handelsuddannet og var købmand i forskellige bygde 1980-2016. Han er gift med Aaliaaraq Enoksen. De har fire børn.

## Hæder
Han blev udnævnt til ridder af Dannebrog i 2004 og fik Grønlands Selvstyrets fortjenstmedalje, Nersornaat i guld samme år.